# Orieszki (rejon ruzski)
Orieszki (ros. Орешки) – wieś (dieriewnia) w Rosji, w obwodzie moskiewskim, w rejonie ruzskim. W 2010 liczyła 661 mieszkańców.